# Catarata La Fortuna
La Catarata Río Fortuna se encuentra en la Zona Norte del país centroamericano de Costa Rica, en la provincia de Alajuela y distrito La Fortuna. La cascada cae cerca de 70-75 metros y se encuentra en la base de la zona del volcán Chato, a unos 5,5 km de la localidad de La Fortuna, cerca del Volcán Arenal. Es alimentada por el río Tenorio, que viaja a través de la selva tropical en la Sierra Arenal hasta que se sumerge en el acantilado, formando esta cascada.